# Amazon Fire TV
L'Amazon Fire TV est un lecteur multimédia numérique conçu par Amazon. L'appareil est un petit dispositif réseau qui peut fournir du contenu audio et vidéo numériques diffusé sur Internet à un téléviseur haute définition (jusqu’au 4K). Il permet également aux utilisateurs de jouer à des jeux vidéo avec la télécommande incluse, via une application mobile, ou avec un contrôleur de jeu en option.
L’appareil se présente sous plusieurs formes : Fire TV, un décodeur, et Fire TV Stick, une version coupée présentée sous la forme d'un stick plug-in HDMI.

## Modèles

### Modèle original

#### Première génération
L'appareil Fire TV de première génération comportait 2 Go de mémoire vive, une connexion Wi-Fi à deux bandes MIMO et une télécommande Bluetooth avec microphone pour la recherche vocale. Il a pris en charge 1080p streaming et Dolby Digital Plus 7.1 son surround, mais dépendait de la bande passante Internet de l'utilisateur. Dévoilée le 2 avril 2014, l'Amazon Fire TV (1re génération) est mise en vente aux États-Unis le même jour pour 99 $ USD et est lancée avec un jeu vidéo appelé Sev Zero.

#### Deuxième génération
La Fire TV de deuxième génération sort en 2015, ajoutant la prise en charge de la résolution 4K ainsi que des codes H.265 (HEVC), VP8 ET VP9, ainsi que la compatibilité avec le WiFi 5 et le Bluetooth 4.1.

#### Troisième génération
La Fire TV de troisième génération sort en 2017, et abandonne le format du décodeur au profit d'un petit cube pendant sur le câble HDMI.
La production de ces modèles est interrompue en 2018 au profit du Fire TV Stick.

### Fire TV Stick
La Fire TV Stick adopte un format plus compact de dongle ; il est conçu pour être accroché sur le port HDMI de la télévision sur laquelle il est connecté. Une version compatible 4K sort en octobre 2018.

### Fire TV Recast

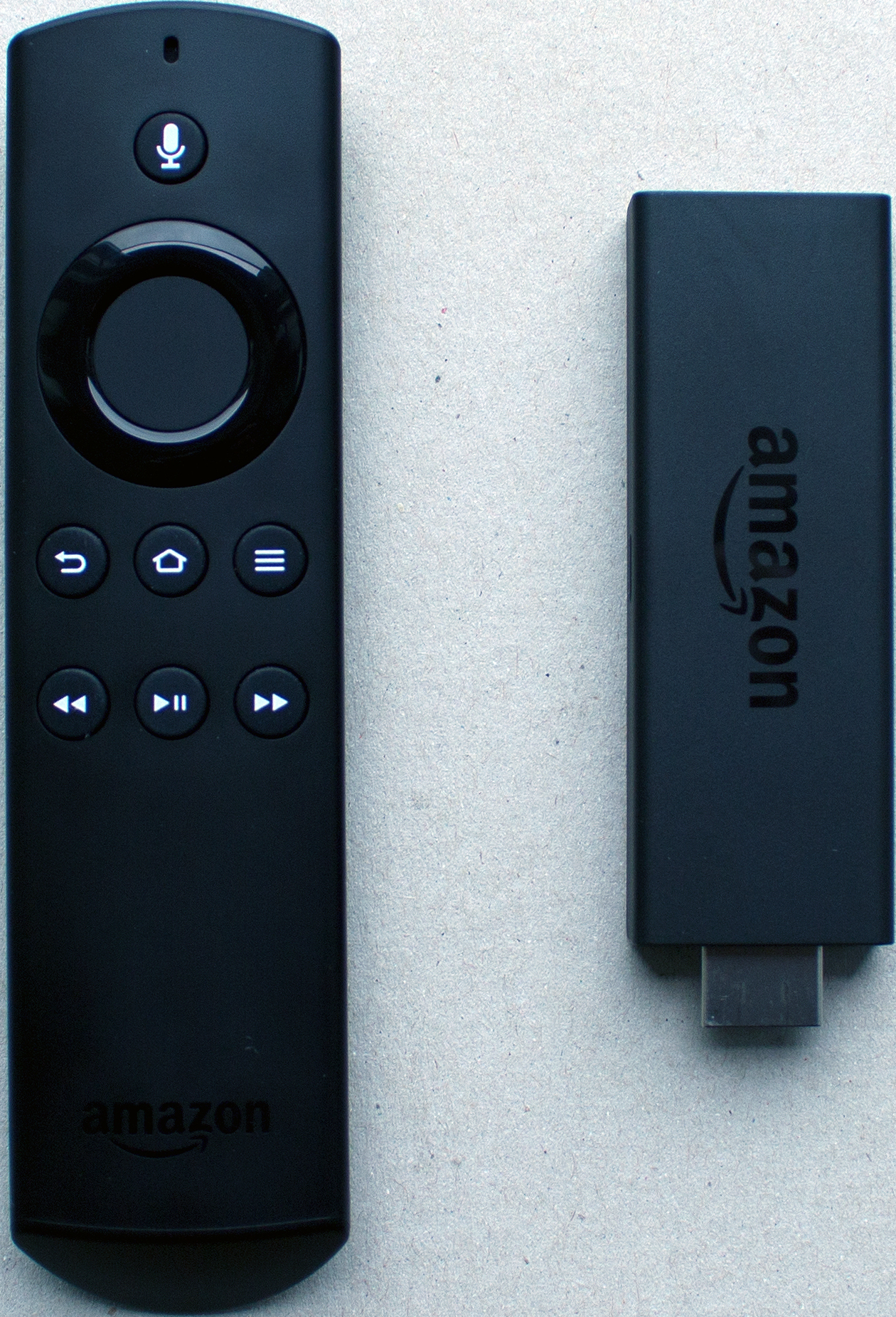
Fire TV Stick de 2ème génération, sorti en 2016, avec sa télécommande Alexa

En septembre 2018, Amazon annonce le Fire TV Recast, un magnétoscope numérique qui fonctionne avec une antenne HD pour enregistrer des émissions pour visionner ultérieurement sur un appareil Fire TV ou Echo Show. Il est conçu pour être utilisé avec des services de télévision en direct et fait partie du mouvement de coupe de câble. Sa commercialisation est arrêtée en 2022.